# Table des caractères Unicode/U10EC0
Cette page contient des caractères spéciaux ou non latins. S’ils s’affichent mal (▯, ?, etc.), consultez la page d’aide Unicode.
Table des caractères Unicode U+10EC0 à U+10EFF.

## Arabe étendu – C(Unicode 15.0)
Caractères utilisées pour l’écriture avec l’abjad arabe (écrit de droite à gauche). Comprend des signes diacritiques coraniques employés en Turquie.

### Table des caractères
| en fr   | 0 | 1 | 2 | 3 | 4 | 5 | 6 | 7 | 8 | 9 | A | B | C | D | E | F |
| ------- | - | - | - | - | - | - | - | - | - | - | - | - | - | - | - | - |
| U+10EC0 |   |   |   |   |   |   |   |   |   |   |   |   |   |   |   |   |
| U+10ED0 |   |   |   |   |   |   |   |   |   |   |   |   |   |   |   |   |
| U+10EE0 |   |   |   |   |   |   |   |   |   |   |   |   |   |   |   |   |
| U+10EF0 |   |   |   |   |   |   |   |   |   |   |   |   |   | س𐻽 | س𐻾 | س𐻿 |